# Sildi
Sildi (in russo  Сильди?; in avaro  Силди?) è una località rurale (un selo) nel distretto di Tsumadinsky nella Repubblica del Daghestan, in Russia. Ha una popolazione di 208 abitanti (Censimento 2010).